# Architecture éclectique en Belgique

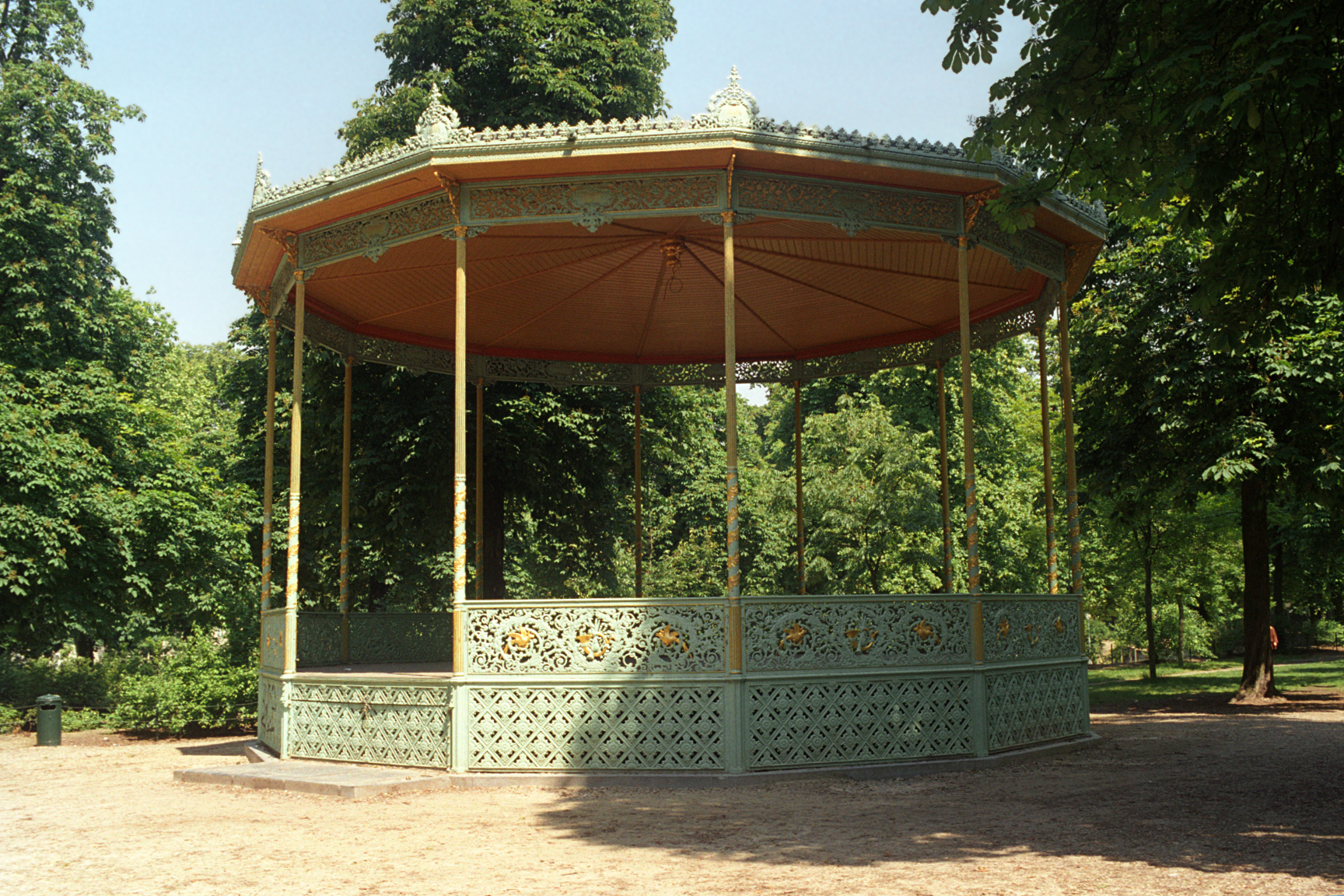
Kiosque du parc de Bruxelles
(Jean-Pierre Cluysenaar, 1841).

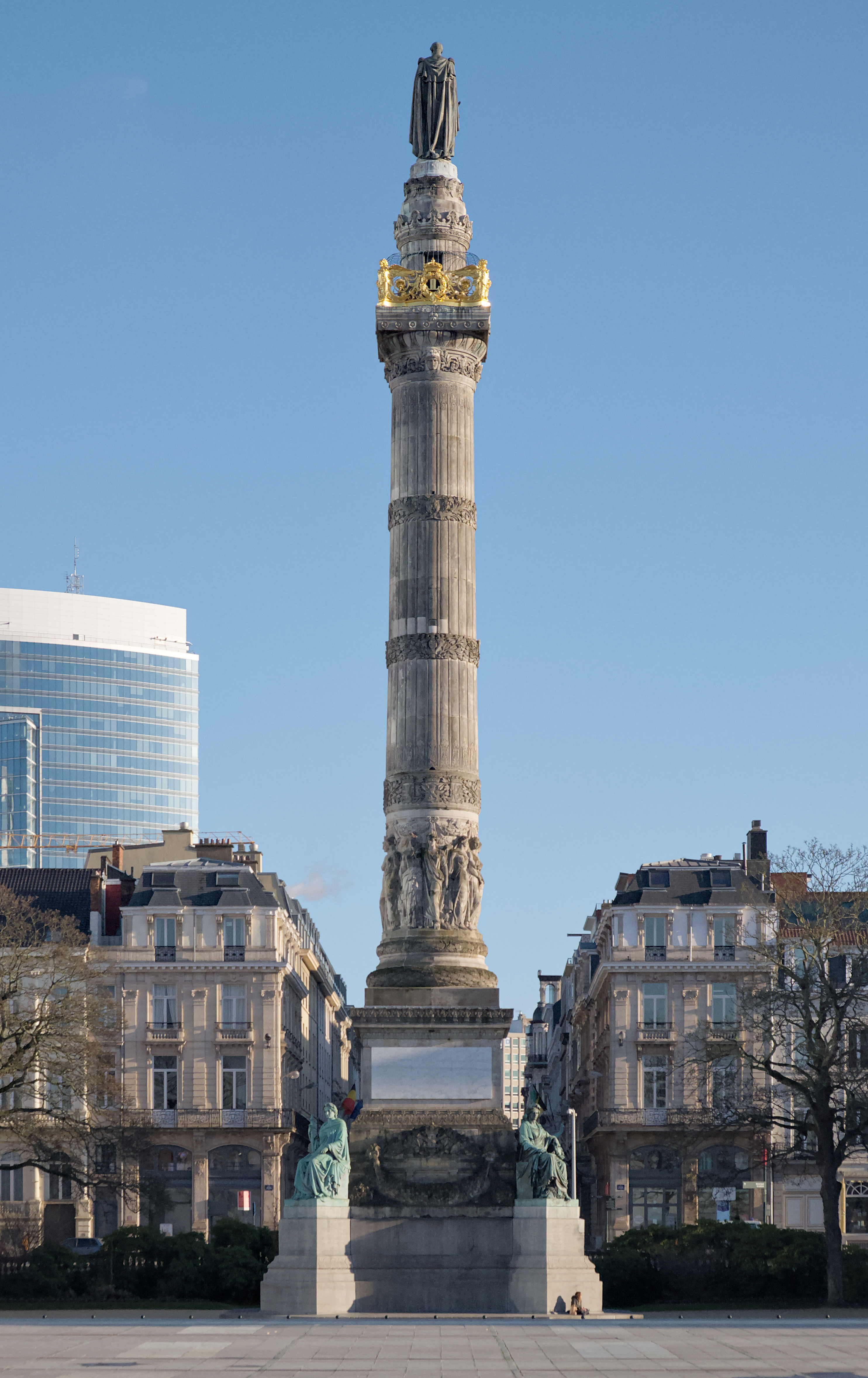
Colonne du Congrès
(Joseph Poelaert, 1850-1859).

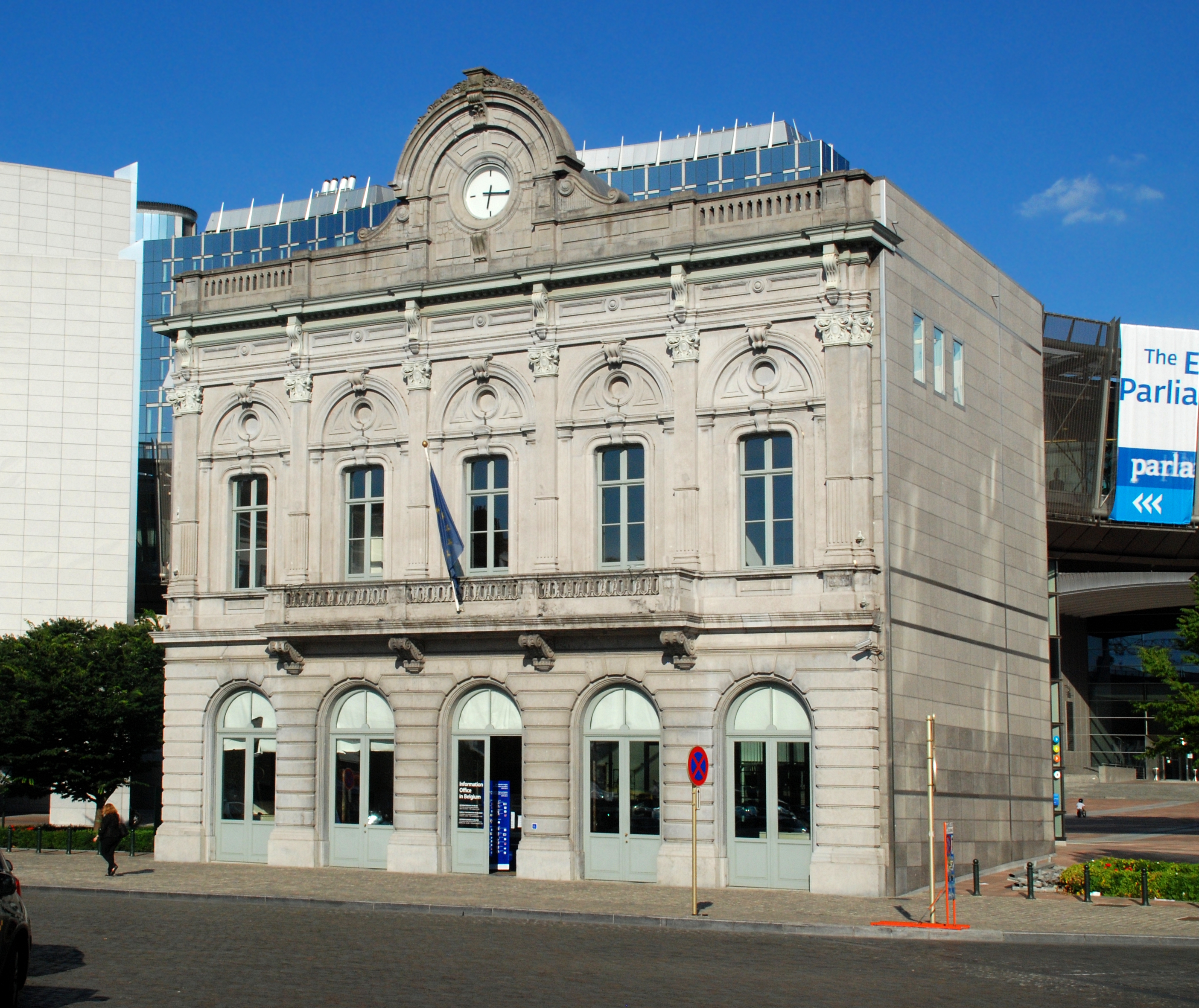
Gare de Bruxelles-Luxembourg
(Gustave Saintenoy, 1855).

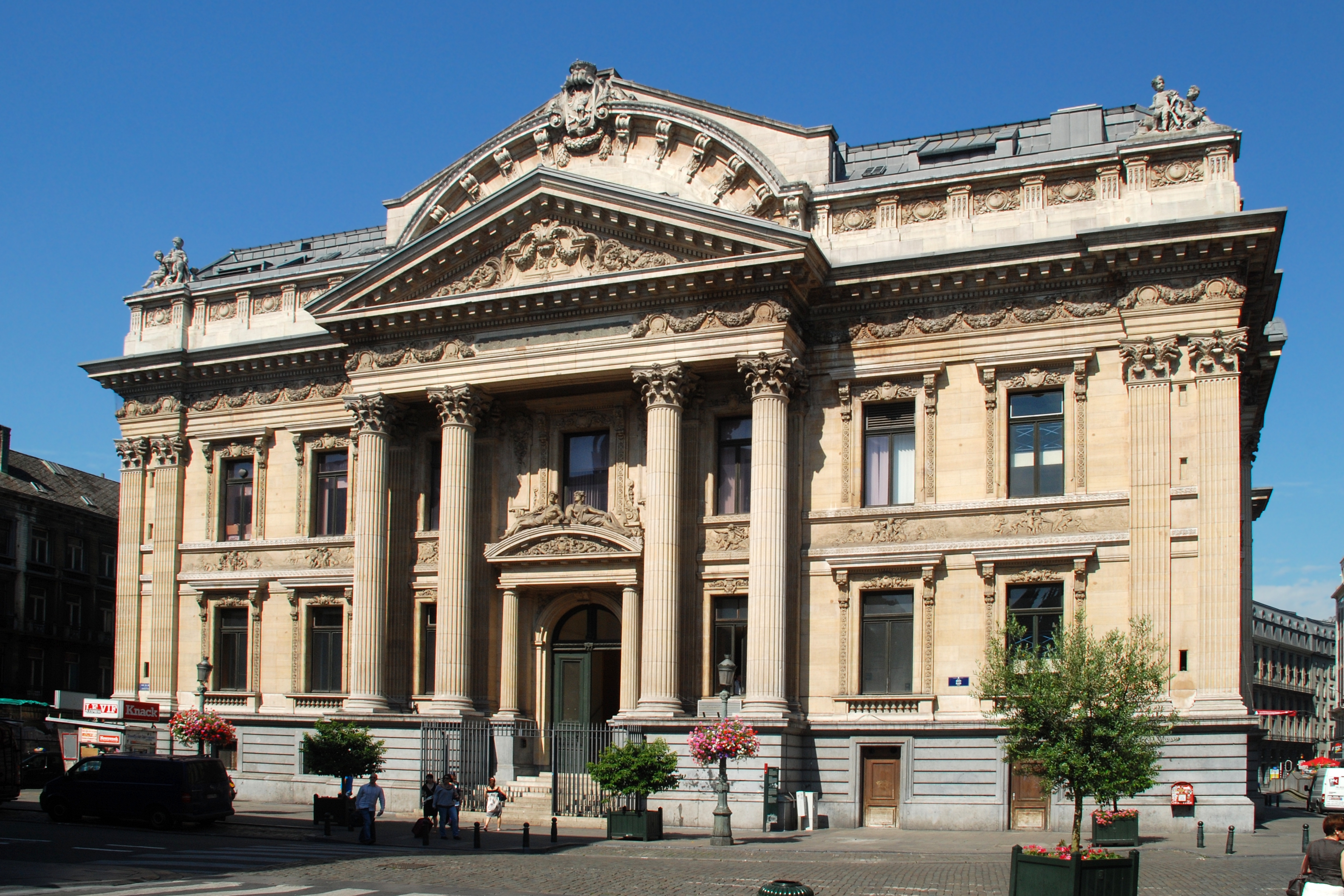
Bourse de Bruxelles (vue de la façade arrière)
(Léon Suys, 1872-1874).

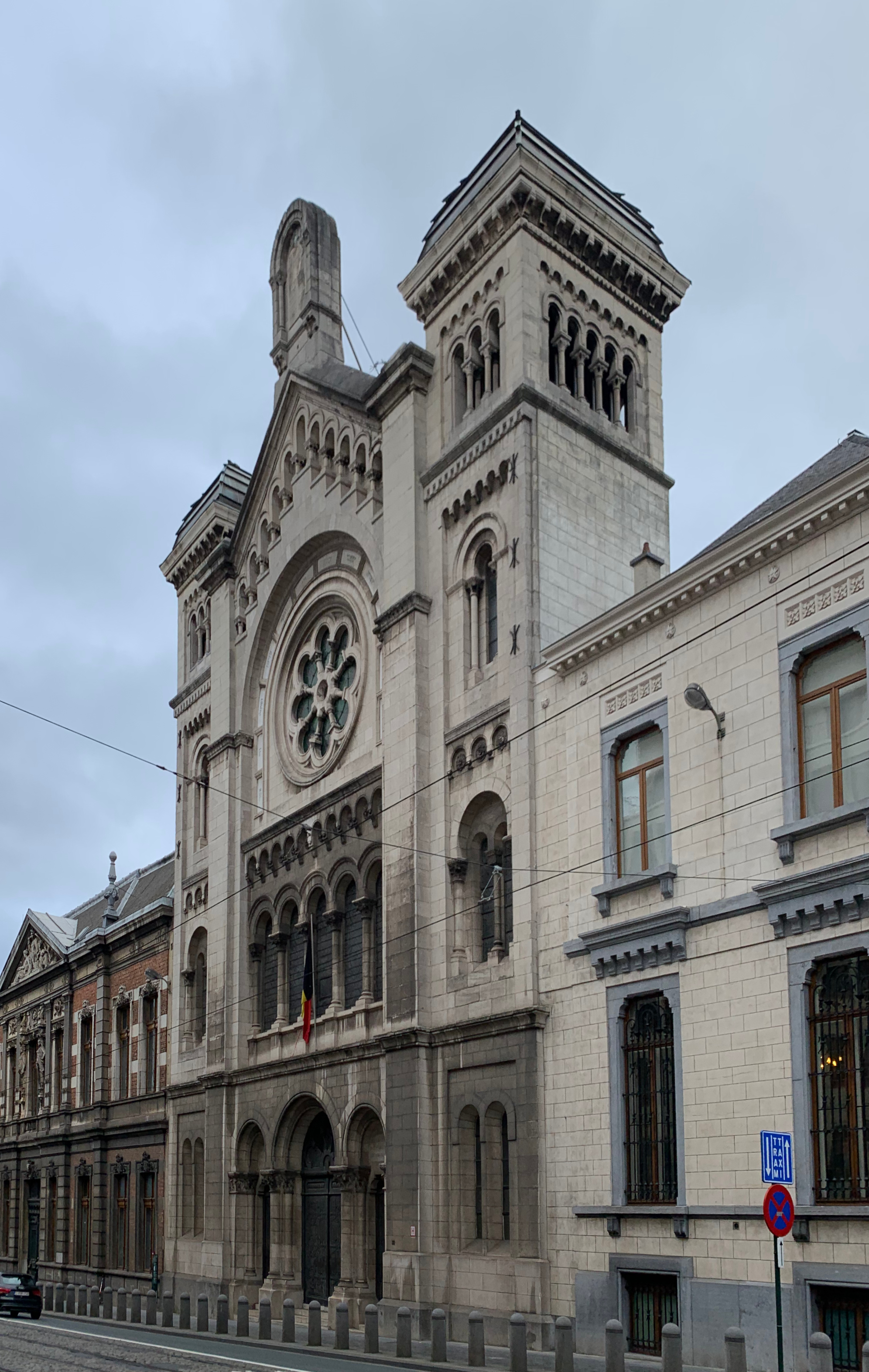
Grande synagogue de Bruxelles
(Désiré De Keyser, 1878).

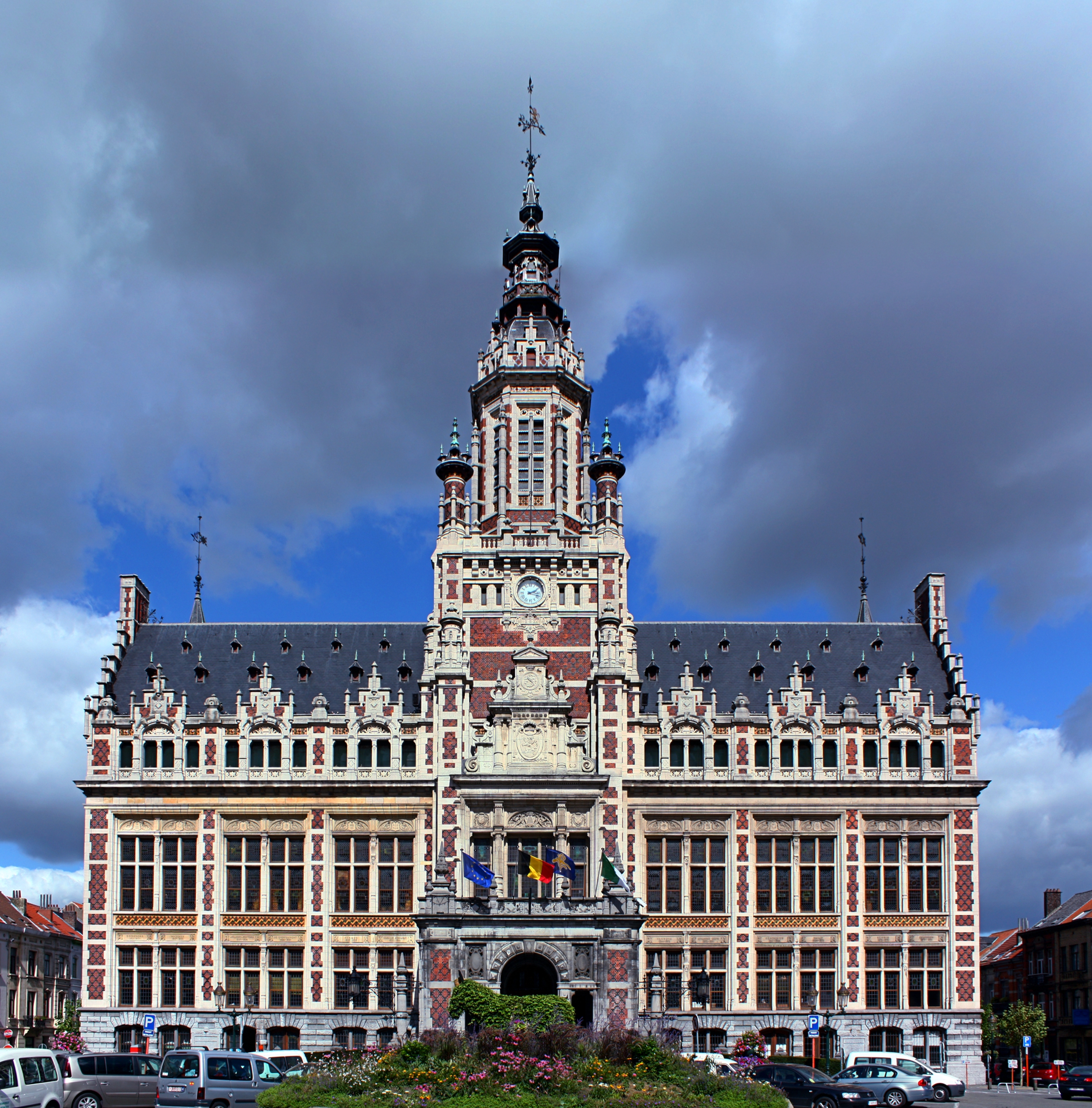
Hôtel communal de Schaerbeek
(Jules-Jacques Van Ysendyck, 1884-1889).

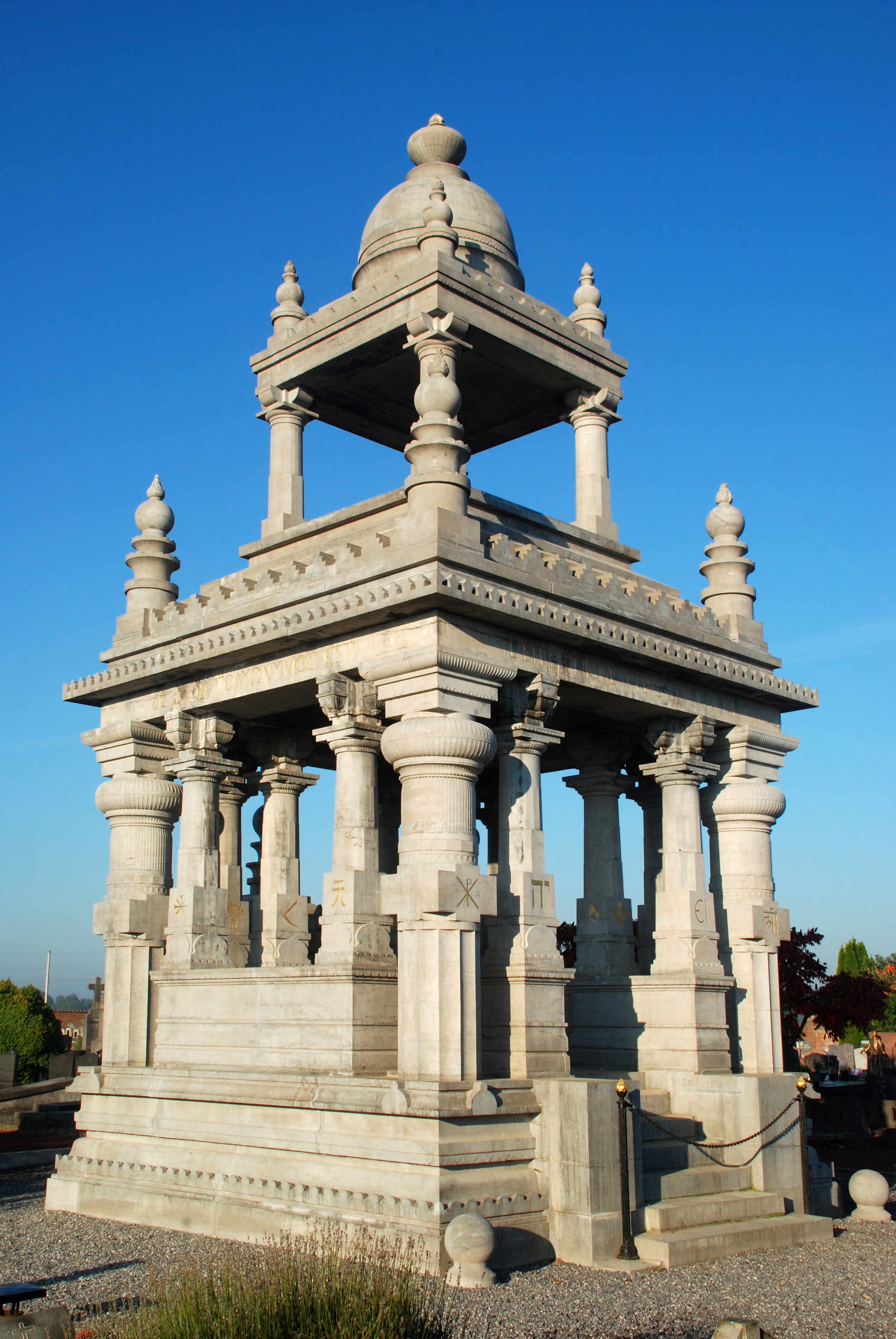
Mausolée Goblet d'Alviella
(Adolphe Samyn, 1887-1889).

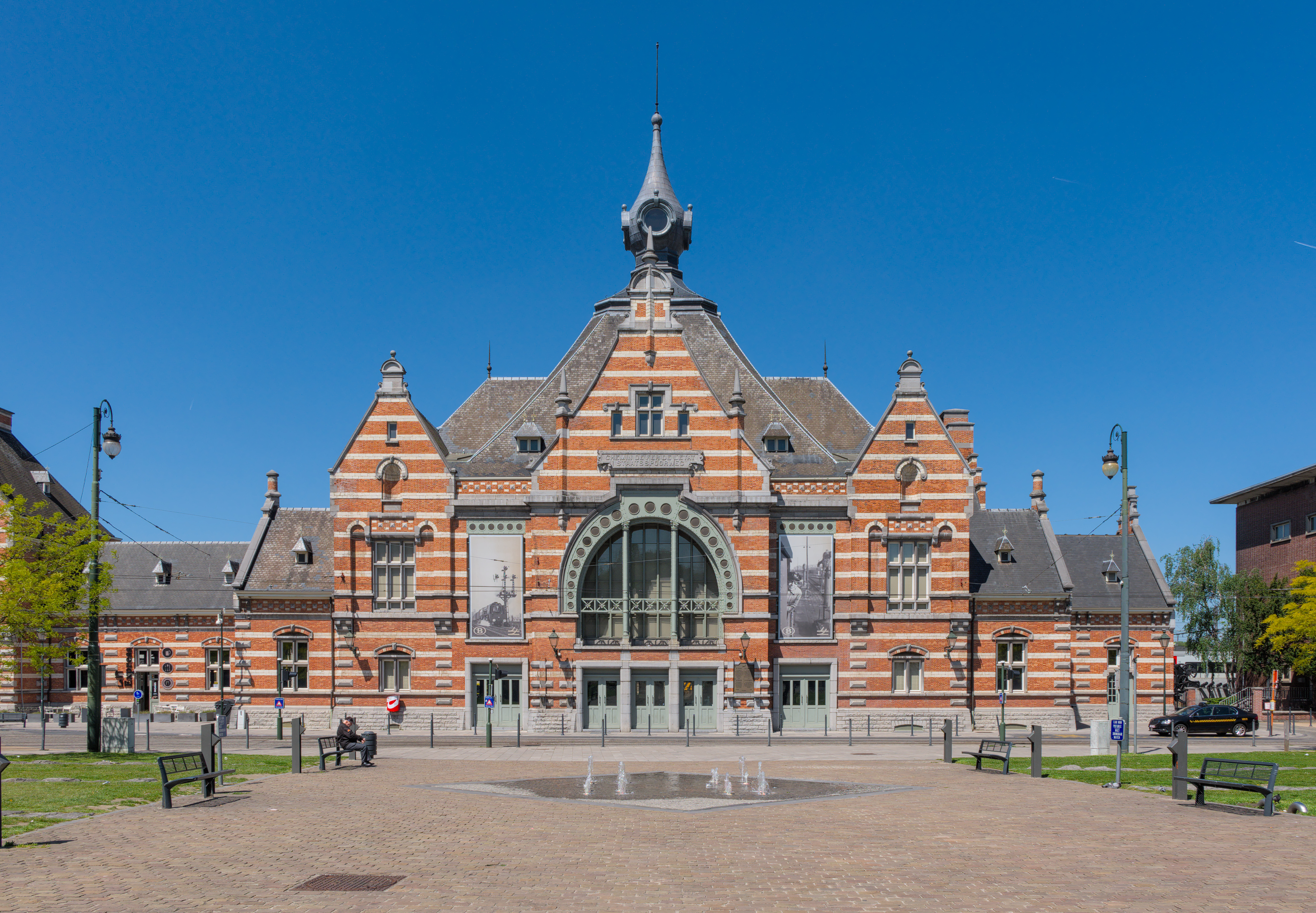
Gare de Schaerbeek
(Franz Seulen, 1887).

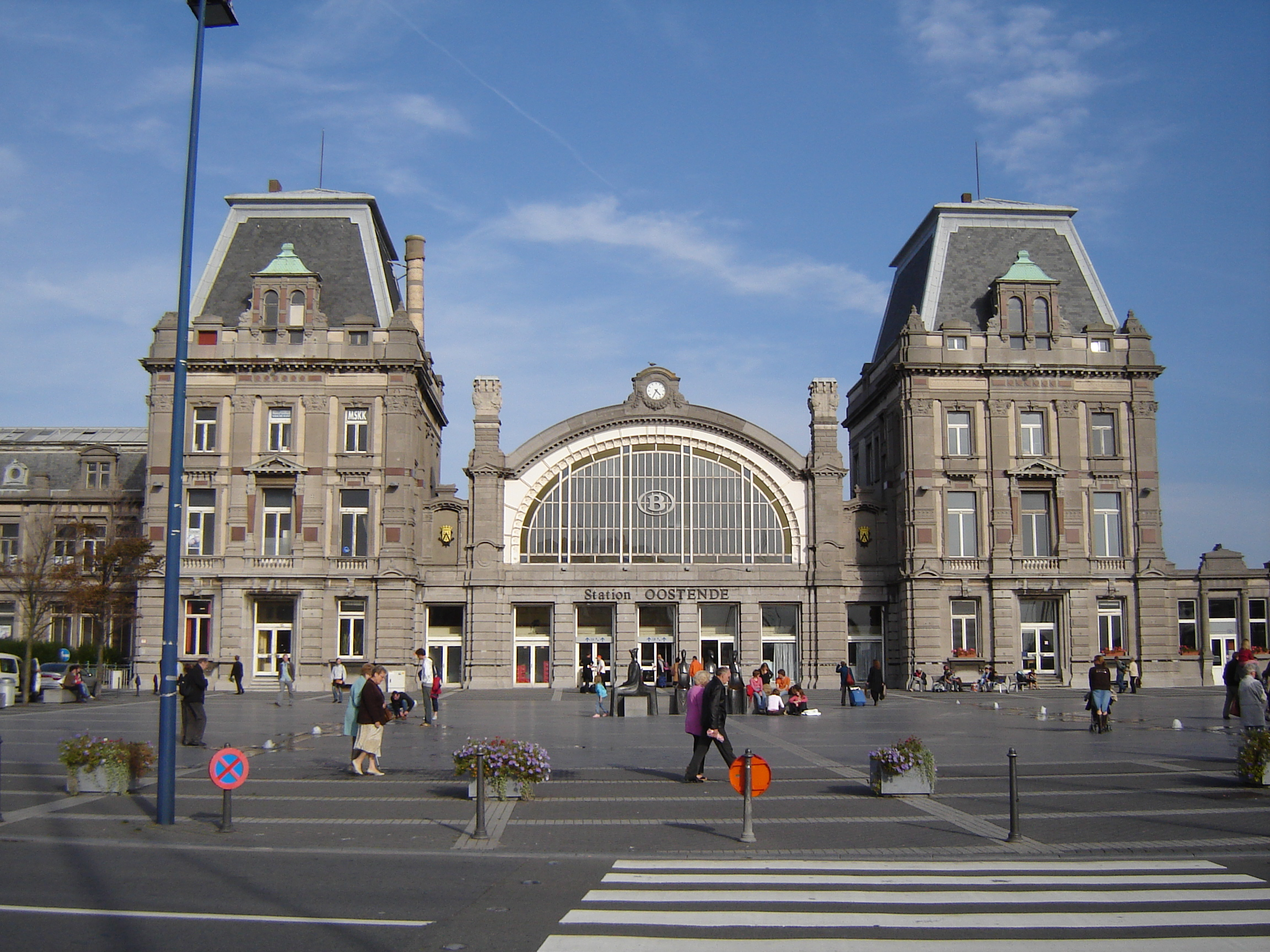
Gare d'Ostende
(Franz Seulen, 1893).

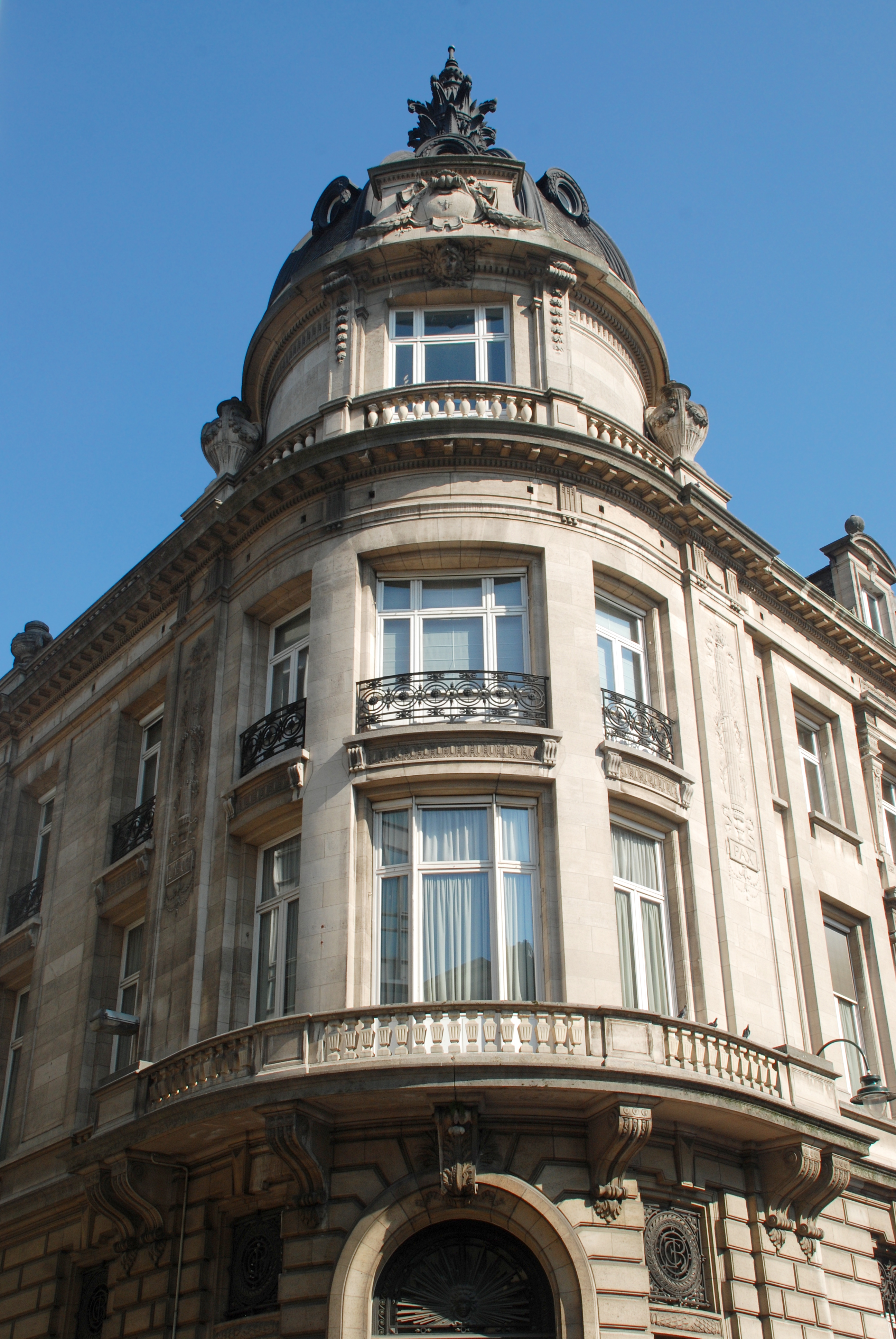
Ancien siège de la Caisse Générale d'Épargne et de Retraite
(Extension par Alban Chambon, 1910-1918).

En Belgique, l'architecture éclectique domine le paysage architectural du XIXe siècle, en partage avec l'architecture néo-classique, jusqu'à l'apparition de l'Art nouveau en 1893, avec la construction de l'Hôtel Tassel par Victor Horta.
Dominé par les figures de Jean-Pierre Cluysenaar, Joseph Poelaert et Henri Beyaert, le style présente de multiples variantes comme l'éclectisme proprement dit (un style qui juxtapose sans règles des éléments puisés dans l'ensemble du répertoire architectural historique), l'éclectisme teinté de néo-classicisme, les styles néo-Renaissance italienne et française, le néo-roman, le néogothique, le style néo-Renaissance flamande, le néo-baroque, le néo-Tudor, le style néo-mauresque ou encore l'éclectisme teinté d'Art nouveau.

## Historique
L'histoire de l'architecture éclectique en Belgique se découpe en deux grandes périodes correspondant aux règnes de Léopold Ier (1830-1865) et de Léopold II (1865-1909).
À partir de 1905, l'éclectisme en Belgique mute et prend le nom de style Beaux-Arts,. Cette période court de 1905 à 1930 et correspond donc plus ou moins au règne d'Albert Ier (1909-1934) : elle est décrite dans l'article Style Beaux-Arts en Belgique.

### Règne deLéopoldIer(1830-1865)

#### Édification des symboles de la nation nouvelle[5]
Avec la révolution belge de 1830, Bruxelles devient la capitale d'un royaume neuf et le centre d'une jeune nation. Bruxelles devient le symbole de la réussite du jeune état et entend assurer sa vocation de capitale d'un état jeune et ambitieux.
La fonction de capitale du royaume et de siège des principales institutions implique des travaux de modernisation et d'embellissement afin de permettre à la ville d'assumer dignement son rôle.
Un autre facteur qui explique l'essor de l'architecture sous Léopold Ier est la grande prospérité induite par la victoire du libre-échange, grâce à laquelle la Belgique apparaît au milieu du XIXe siècle comme le pays le plus industrialisé du monde après l'Angleterre.

#### Orientations stylistiques
Faiblement attachée au néo-classicisme importé par le régime autrichien au XVIIIe siècle, l'architecture belge s'en émancipe sous Léopold Ier et se tourne vers une palette de styles :
- le style néo-Renaissance italienne, avec Jean-Pierre Cluysenaar (Galeries royales Saint-Hubert, ancien marché couvert de la Madeleine)[12];
- le style néo-Renaissance française, toujours avec Cluysenaar (Château d'Argenteuil, Conservatoire royal de Bruxelles);
- l'éclectisme pur, avec Joseph Poelaert (Colonne du Congrès, Palais de justice de Bruxelles);
- le style néo-roman, avec Louis Van Overstraeten (Église royale Sainte-Marie);
- une première phase pittoresque du style néogothique née d'un intérêt romantique pour le Moyen Âge[13], avec une série d'églises réalisées par Joseph Jonas Dumont, sans oublier l'église Notre-Dame de Laeken de Poelaert et l'église Sainte-Catherine de Bruxelles (mélange d'éléments gothiques et Renaissance française)[1];
- le style néo-Tudor, avec une série de prisons réalisées par Joseph Jonas Dumont, qui ramène ce style d'un voyage en Angleterre en 1846[14].

#### Innovation
Si l'époque est caractérisée par une imitation des styles du passé, l'innovation n'en est pas moins présente !
D'un côté, le souci d'améliorer l'hygiène et la circulation dans les rues passantes en supprimant les innombrables petits marchés de plein air amène Cluysenaar à innover en créant des édifices publics couverts, comme les marchés couverts (ancien marché couvert de la Madeleine) et les galeries commerçantes ou passages couverts (Galeries royales Saint-Hubert).
De l'autre, apparaissent des techniques nouvelles, nées des progrès industriels : le fer et le verre bouleversent les pratiques architecturales. Cluysenaar et Hansotte adoptent ces nouvelles techniques de construction et les appliquent respectivement aux Galeries royales Saint-Hubert et aux Halles de Schaerbeek.

### Règne de Léopold II (1865-1909)

#### Voûtement de la Senne et création des boulevards du Centre
La Senne, qui traverse Bruxelles en décrivant de nombreux méandres, a de tous temps posé un problème par ses crues périodiques mais la situation se dégrade fortement au XVIIIe siècle à cause de la pollution.
Décrite, au XVIIIe siècle encore, comme une rivière au « cours utile et agréable », la Senne n'est plus, au siècle suivant, qu'un « dépotoir, non seulement des industries groupées sur ses bords, mais de toutes les maisons riveraines ».
En 1865, le roi Léopold II, s'adressant au jeune bourgmestre de Bruxelles Jules Anspach, formule le vœu que Bruxelles « réussira à se débarrasser de ce cloaque qu'on appelle la Senne » avant la fin de son règne.
En octobre 1865, le conseil communal de la ville de Bruxelles adopte un projet établi par l'architecte Léon Suys qui vise à supprimer les bras secondaires de la rivière, à rectifier le cours sinueux de son bras principal et à le voûter entre la gare du Midi et le nord de la ville.
L'objectif de cet immense chantier de voûtement de la Senne (1867-1871) n'est pas seulement d'assainir le centre de la ville mais également d'y favoriser la circulation en développant un nouvel axe commercial et de circulation Nord-Sud.
C'est ainsi qu'apparaissent les boulevards du centre (nommés initialement boulevard du Hainaut, Central, du Nord et de la Senne et renommés ultérieurement boulevard Lemonnier, Anspach, Max et Jacqmain). Afin de stimuler la reconstruction aux abords de ces boulevards, la Ville de Bruxelles organise deux concours d'architecture pour les périodes 1872-1876 et 1876-1878. Mais on ne peut parler d'haussmannisation car la Ville se refuse à imposer aux architectes des contraintes semblables à celles qui donnent leur unité aux boulevards parisiens : aucune unité de style n'est recherchée ni imposée et la composition monumentale sera de facto éclectique tout au long de cette immense perspective.

#### Expansion démographique
Par ailleurs, Bruxelles doit faire face au XIXe siècle à une énorme expansion démographique : sa superficie fait plus que doubler entre 1830 et 1913.
La ville s'étend vers l'est, avec la création du « quartier Léopold » qui attire une bourgeoisie en quête de quartiers aérés, mais également avec le tracé de la rue du Trône, de la rue de la Loi et de l'avenue Louise.
Comme les boulevards du centre, ces nouveaux quartiers feront bien entendu la part belle à l'architecture éclectique.

#### À la recherche d'un style national
Si les styles néo-Renaissance italienne et néo-Renaissance française ont marqué le règne de Léopold Ier, tout change à partir de 1870.
La bourgeoisie belge tire de la défaite française de Sedan et de l'effondrement du Second Empire un orgueil national qui trouve son expression architecturale dans le style néo-Renaissance flamande : la Renaissance flamande, considérée comme l'âge d'or des Pays-Bas, apparaît alors comme la source d'inspiration la plus indiquée.
Le style néo-Renaissance flamande, né de cette aspiration à une architecture « nationale », se développe dans le dernier quart du XIXe siècle

#### Orientations stylistiques sous Léopold II
La palette des styles architecturaux sous Léopold II ne se limite cependant pas au style néo-Renaissance flamande. Le mélange des genres continue de dominer le paysage architectural :
- l'éclectisme pur, qui se maintient avec Léon Suys (Bourse de Bruxelles, Halles Centrales), Henri Rieck (Passage du Nord), Alban Chambon (Hôtel Métropole), etc.
- le style néo-Renaissance flamande (Théâtre royal flamand, Halles Saint-Géry, gares de Jette et de Schaerbeek, maisons communales d'Anderlecht et de Schaerbeek…)  ;
- une deuxième phase du style néogothique, principalement appliqué à l'édification d'écoles catholiques (Institut Saint-Stanislas de Hubert Marcq, Institut Sainte-Geneviève d'Edmond Serneels) ;
- le style mauresque (Hôtel Terrasse de Henri Rieck et Théâtre de la Bourse d'Alban Chambon, édifices disparus);
- l'éclectisme teinté d'Art nouveau
- le néo-classicisme teinté d'éclectisme

## Architectes de style éclectique
Voici la liste des architectes éclectiques belges, classés chronologiquement en fonction du début de leur production éclectique, avec leurs réalisations les plus marquantes.
Nous renvoyons aux articles détaillés pour plus de sources et de références.

### Règne deLéopoldIer(1830-1865)
- 1840 Jean-Pierre Cluysenaar

1840 Habitations jumelées rue Royale n° 79-81 (néo-Renaissance italienne)
1841 Kiosque du parc de Bruxelles (éclectisme)
1847 Galeries royales Saint-Hubert (néo-Renaissance italienne)
1848 Ancien marché couvert de la Madeleine, rue Duquesnoy 14 (néo-Renaissance italienne, inspiré de la Loggia dei Lanzi à Florence)
1858 Château d'Argenteuil (néo-Renaissance française)
1872-1876 Conservatoire royal de Bruxelles  (néo-Renaissance française)
1874 Théâtre de l'Alhambra, boulevard Émile Jacqmain à Bruxelles (néo-Renaissance; avec le sculpteur Charles Van der Stappen; démoli en 1974)
- 1841 François Coppens

1841-1846 Ancienne Gare du Nord de Bruxelles (néo-Renaissance)
- 1844 Joseph Jonas Dumont

1844-1849 églises néogothiques de Malle en Limbourg (1844-1845), de Saint-Pierre à Wanfercée-Baulet (1844-1848), de Saint-Boniface à Ixelles (1846-1849) et de Bouillon
1850-1851 prisons de style néo-Tudor : Verviers (1850), Louvain (1851), Dinant (1851), Charleroi (1851), Saint-Gilles (conçue par JJ Dumont mais réalisée, de 1878 à 1884, par l'architecte François Derre)
- 1845 Louis Van Overstraeten

1845-1849 Église royale Sainte-Marie (néo-roman)
- 1849 Gustave Hansotte

1849-1853 achèvement de l'église royale Sainte-Marie (néo-roman)
1865 Halles de Schaerbeek (éclectisme)
- 1850 Joseph Poelaert

1850-1859 Colonne du Congrès (éclectisme)
1850 Deux palais situés place du Congrès (néo-Renaissance italienne)
1852-1865 Église Notre-Dame de Laeken (néogothique)
1854-1874 Église Sainte-Catherine de Bruxelles (mélange d'éléments gothiques et Renaissance française),
1862-1879 Palais de justice de Bruxelles (éclectisme)
- 1855 Gustave Saintenoy

1855 Gare de Bruxelles-Luxembourg (éclectisme)
- 1856 Alphonse Balat

1856-1858 Hôtel du marquis d'Assche, Bruxelles (néo-Renaissance italienne)

### Règne de Léopold II (1865-1909)
- 1858 Alphonse Balat

1866-1874 Agrandissement du Palais Royal, Bruxelles
1873-1890 Serres royales de Laeken
1875-1880 Ancien palais de beaux-arts de Bruxelles, rue de la Régence (maintenant Musées royaux des Beaux-Arts de Belgique; néo-Renaissance italienne)
- 1860 Henri Beyaert

1860-1878 Hôtel de la Banque nationale de Belgique, rue du Bois Sauvage à Bruxelles (avec Wynand Janssens)
1867 Cité Fontainas (avec Antoine Trappeniers)
1873 Concert Noble (éclectisme)
1873-1875 Maison des Chats (néo-Renaissance flamande)
1876-1879 Hôtel de la Banque Nationale de Belgique à Anvers (néo-Renaissance française)
1879-1899 Aménagement du square du Petit Sablon (néo-Renaissance flamande)
1883-1886 Palais de la Nation : réédification de la Chambre après un incendie
1888-1893 Ancien siège de la Caisse Générale d'Épargne et de Retraite (éclectisme)
1890-1894 Ministère des Chemins de fer, de la Poste, du Télégraphe et de la Marine, rue de Louvain à Bruxelles
- 1865 Léon Suys

1865 Projet global de voûtement de la Senne et de création des boulevards du centre de Bruxelles
1872-1874 Bourse de Bruxelles (éclectisme)
1872-1874 Halles Centrales de Bruxelles (éclectisme; avec E. Le Graive)
- 1867 Antoine Trappeniers

1867 Cité Fontainas (avec Henri Beyaert)
- 1872 Émile Janlet

1872 Café de la Bourse, à Bruxelles
1878 École communale n°13, place Anneessens, 11 à Bruxelles (aujourd'hui Institut Lucien Cooremans)
1897 Fontaine Anspach, place de Brouckère à Bruxelles (avec les sculpteurs P. De Vigne, Julien Dillens, Godefroid Devreese, Pierre Braecke et Georges Houtstont ; déplacée en 1981 au square des Blindés, au bout des quais aux Briques et du Bois à Brûler)
- 1872 Constant Almain de Hase

1872-1874 : Maison presbytérale de l'église Notre-Dame du Finistère, boulevard Adolphe Max 55 à Bruxelles (néo-baroque)
1894 : Église du couvent des Franciscains, rue des Palais 181 à Schaerbeek (néogothique)
- 1873 Victor Jamaer

1873-1895 Maison du Roi (néogothique)
- 1873 Eugène Carpentier

1873-1874 Hôtel Continental
- 1875 Jules-Jacques Van Ysendyck

1875-1879 Maison communale d'Anderlecht (néo-Renaissance flamande)
1884-1889 Hôtel communal de Schaerbeek (néo-Renaissance flamande)
- 1875 Henri Rieck

1880 Hôtel Terrasse, à l'angle du boulevard Lemonnier et du boulevard du Midi à Bruxelles (style mauresque, disparu)
1880 Rotonde des panoramas Castellani
1882 Passage du Nord (éclectisme)
- 1875 Wynand Janssens

1875-1880 Palais du Midi, boulevard Maurice Lemonnier 132-172 à Bruxelles
- 1875 Adolphe Vanderheggen

1875 Immeuble « Le Printemps »
1881 Halles Saint-Géry (néo-Renaissance flamande)
- 1875 Désiré De Keyser

1875 Café Sésino, boulevard Anspach à Bruxelles (éclectisme; détruit)
1878 Grande synagogue de Bruxelles, rue de la Régence 32 à Bruxelles (style roman-byzantin)
- 1880 Albert Dumont

1896 à 1904 : Hôtel de ville de Saint-Gilles (avec Auguste Hebbelynck)
- 1883 Jean Baes

1883-1887 Théâtre royal flamand (néo-Renaissance flamande),
1889 Maison Baes (néo-Renaissance flamande)
- 1885 Alban Chambon

1885 Théâtre de la Bourse, rue Orts 1 à Bruxelles (style mauresque, détruit par un incendie en 1890),
1893 Hôtel Métropole, place de Brouckère à Bruxelles
1910-1918 Extension du Siège de la Caisse Générale d'Épargne et de Retraite
- 1886 Franz Seulen

1886-1892 Gare de Jette (néo-Renaissance flamande)
1887 Gare de Schaerbeek (néo-Renaissance flamande)
1893 Gare d'Ostende
- 1887 Adolphe Samyn

1887-1889 Mausolée Goblet d'Alviella au cimetière de Court-Saint-Étienne (éclectisme)
1897 École Baron Steens, rue Haute 255 à Bruxelles
1906 École Charles Buls, rue de Rollebeek 22 à Bruxelles
- 1887 Henri Van Massenhove

1887-1906 Nombreuses maisons de style éclectique
- 1889 Hubert Marcq

1889 Ancien Cercle catholique d'Etterbeek, rue Doyen Boone 4-6 à Etterbeek (néo-Renaissance flamande)
1894 Institut des Sœurs de l'Enfant Jésus, rue Général Leman 74 à Etterbeek (éclectisme)
1895 Clinique Saint-Michel, rue de Linthout 152-154 à Etterbeek (néo-Renaissance flamande)
1900 École communale « La Farandole », chaussée Saint-Pierre 191-193 à Etterbeek (néo-Renaissance flamande)
1901 Institut Saint-Stanislas, avenue des Nerviens 115 à Etterbeek (néogothique)
- 1894 Louis de la Censerie

1894-1905 Gare centrale d'Anvers
- 1895 Joseph Prémont et Alphonse Gellé

1895 Groupe de six maisons réalisées pour le Chevalier Ferdinand de Wouters d'Oplinter, square Marie-Louise 74 à 79 à Bruxelles (d'inspiration néo-Renaissance; Prémont et Gellé)
1902-1905 Collège Saint-Michel à Bruxelles, boulevard Saint-Michel 24-26 à Etterbeek (style néo-traditionnel, Prémont et Gellé)
1908-1912 Église Saint-Jean-Berchmans d'Etterbeek, église néo-romane du Collège Saint-Michel à Etterbeek (Prémont seul)
- 1901 Guillaume Low

1901-1903 Nombreuses maisons de style éclectique, entre autres à la rue aux Laines
- 1902 Edmond Serneels

1902 Institut Sainte-Geneviève, avenue Eudore Pirmez, n° 43-49 à Etterbeek (néogothique)
1905-1906 Église Saint-Antoine de Padoue, place Saint-Antoine à Etterbeek (néogothique)
- 1906 Paul Bonduelle

1906-1907 Ancienne lustrerie Kaufmann, rue Locquenghien 55-57 (style éclectique; avec Charly Gilson)
1909-1910 Temple maçonnique, rue de Laeken 79 (style néo-égyptien),
- 1908 Léon David